# 马国瑜
马国瑜（1940年—2022年7月2日），回族，中华人民共和国政治人物、第十一届全国政协委员。
担任甘肃省政协副主席、天水市政协副主席、天水市伊斯兰教协会会长。2008年，当选第十一届全国政协委员，代表少数民族界，分入第四十九组。